# Bitrufjörður

Húnaflói met Bitrufjörður

De Bitrufjörður is een fjord in het noordwesten van IJsland en maakt deel uit van de grotere Húnaflói. De fjord ligt net in het Strandir district. De dichtstbijzijnde fjord aan de noordzijde is de Kollafjörður en aan de zuidzijde ligt de Hrútafjörður. Aan de westzijde wordt de fjord begrensd door een bergrug op een landstrook van slechts 10 kilometer breed. Aan de andere zijde van de bergrug ligt de Gilsfjörður. De Bitrufjörður wordt door de IJslanders ook wel Bitra genoemd en de bewoners van het gebied Bitrungar.
In het Landnámabók wordt de naamgeving van de fjord verklaart. Er staat: „Þorbjörn bitra hét maðr; hann var víkingr ok illmenni; hann fór til Íslands með skuldalið sitt; hann nam fjörð þann, er nú heitir Bitra, ok bjó þar.“ Vrij vertaald staat er zoiets als: Þorbjörn bitra heette een man; hij was een krijger en een woesteling; hij kwam naar IJsland met zijn gevolg; hij nam een ford in bezit, nu heet het Bitra, en (hij) woonde daar. Vervolgens wordt de verdere kolonisatie van het gebied uit de doeken gedaan.